# Tommaso Nani
Tommaso Nani (* 21. August 1757 in Morbegno; † 19. August 1813 in Mailand) war ein italienischer Dozent und Rechtswissenschaftler.

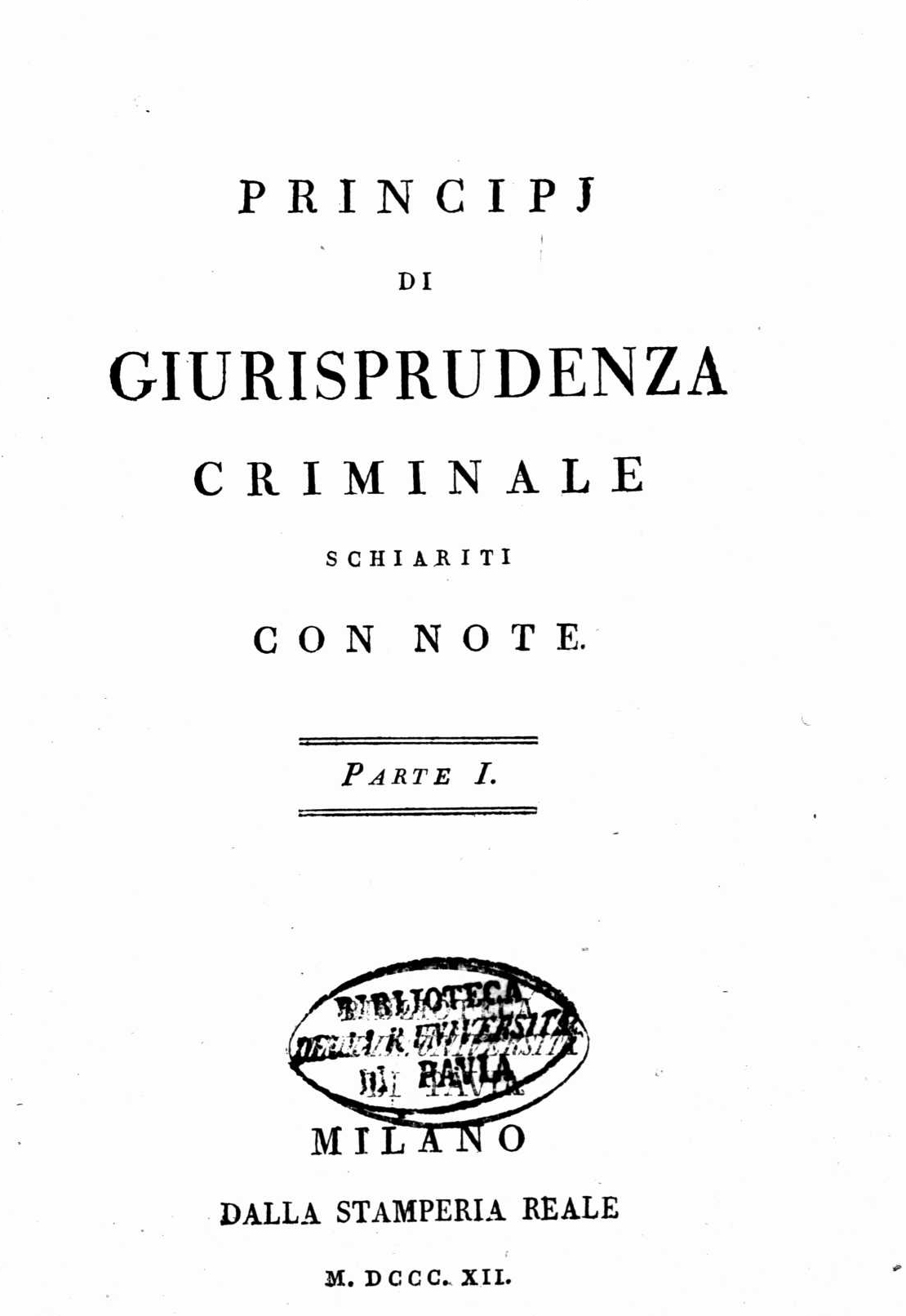
Principi di giurisprudenza criminale, 1812

## Leben und Wirken
Nachdem er 1781 sein Studium an der Rechtsfakultät der Universität Pavia beendet hatte, war er für kurze Zeit als Jurist in Valtellina tätig. Schließlich widmete er sich, auch dank seiner Studien im Gebiet des Strafrechts, der akademischen Welt. Mit der Unterstützung von Luigi Cremani, seinem Dozenten aus Universitätsjahren, veröffentlichte er seine Werke De indiciis eorumque usu in cognoscendis criminibus (Pavia 1781) und De indulgentia criminum et praescriptione (Como 1789). Beide Werke kritisieren auf milde Art und Weise die traditionelle Auffassung der in den Werken erwähnten Institute und zeigen  Verbesserungsvorschläge auf, basierend auf Logik und sich auf das Nützlichkeitsprinzip und das Naturrecht beziehend. Im De indiciis diskutiert er den Wert der Indizien im Strafprozess und die existierende Verbindung zwischen Indizienbeweisen und direkten Beweisen und erklärt sich geneigt, beide gleich zu bewerten. Im De indulgentia vereint er zwei kurze Abhandlungen miteinander, in denen es um das Begnadigungsrecht und die Verjährungsfrist geht, beides Themen die reichlich im Kreis der strafrechtlichen Aufklärung debattiert wurde. Er verteidigt beide Institute mit der Argumentation, dass das Begnadigungsrecht in der Strafgewalt des Souveräns mit inbegriffen war und aus diesem Grund an das Naturrecht angeschlossen werden muss, während  die Verjährungsfrist auf den logischen Kriterien des öffentlichen Nutzen basiert.
Seine wissenschaftlichen Bestrebungen konzentrierten sich auf die Kodifizierung von Straftexten und er veröffentlicht im Jahr 1803 einen Kommentar zum Strafgesetzbuch von Pietro Leopoldo Nuova legislazione criminale da osservarsi nella Toscana … con varie note ed osservazioni e una riedizione annotata del Commentarius di Anton Matthes ai libri terribiles (XLVII e XLVIII) del Digesto. Dank seiner Erfahrung in der Lehre überarbeitete er die an der Universität Pavia gehaltenen Vorlesungen und plante eine zusammenfassende Arbeit über strafgerichtliche Thematiken. Die erste und einzige Fassung, Principi di giurisprudenza criminale, wurde 1812 veröffentlicht und thematisierte die Grundkenntnisse und die allgemeinen Institute des Strafrechts.
Im Laufe seiner Karriere bekleidete er verschiedene Ämter: im akademischen Bereich erhielt er den Vorsitz der Kriminalinstitutionen, war Dekan der juristischen Fakultät (1796–97) und Rektor für das akademische Jahr von 1804–1805 und hielt hier die übliche Rede während der Krönung Napoleone Bonapartes im Königreich Italien. Auf institutioneller Ebene wurde er zum Mitglied des Seniorenrats der ersten Cisalpinischen Republik als Repräsentant der Départements Adda und Oglio, Präsident des Wahlkreises für das Département Adda und Mitarbeiter des Justizministeriums unter Giuseppe Luosi, welcher ihn im Jahr 1805 in die Kommission zur Ausarbeitung des Strafgesetzbuches und der Strafprozessordnung aufnahm.
In den folgenden Jahren kehrte er der akademischen Welt den Rücken zu, um sich ausschließlich auf seine institutionellen Pflichten zu konzentrieren. Im Jahr 1810 wurde er im Rat der Uditoren in die oberste Instanz der Verwaltungsgerichtsbarkeit des Königreichs aufgenommen und war damit Mitglied des Staatsrats. 1812 wechselte er zum Prisenrechtsrat und wurde zum Ritter des Ordens der Eisernen Krone und am 8. Februar 1812 zum pensionierten Mitglied des Instituts für Wissenschaft, Literatur und Kunst ernannt.
Er starb am 19. August 1813 in Mailand.

## Werke

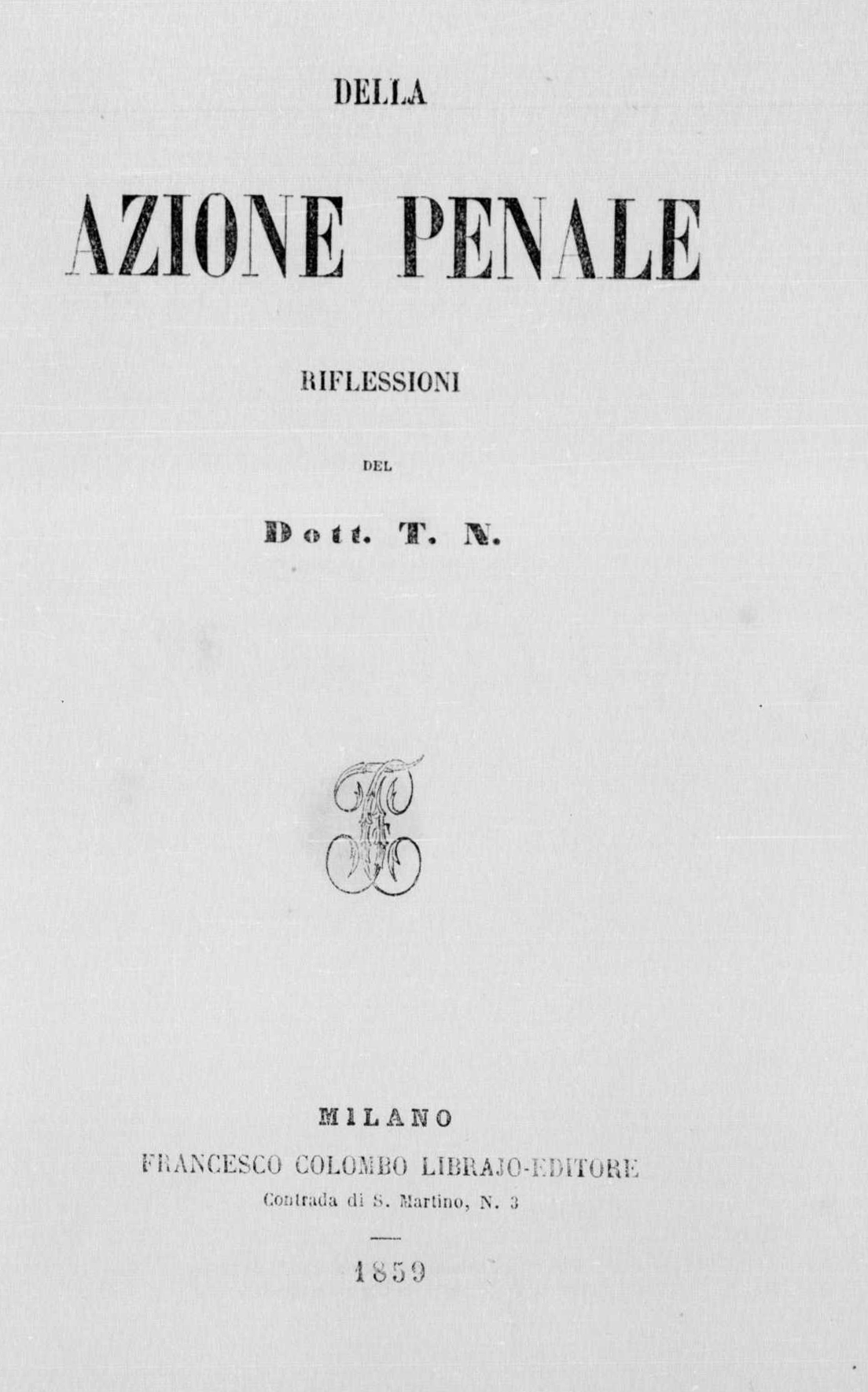
Della azione penale, 1859

- De indiciis eorumque usu in cognoscendis criminibus. Pavia 1781
- De indulgentia criminum et praescriptione. Como 1789
- Nuova legislazione criminale da osservarsi nella Toscana … con varie note ed osservazioni. Mailand 1803
- Commentarius di Anton Matthes ai libri terribiles (XLVII e XLVIII) del Digesto. Pavia 1803
- Principi di giurisprudenza criminale. Stamperia reale, Mailand 1812.
- Della azione penale. Francesco Colombo libraio editore, Mailand 1859.

## Manuskripte
- De dotibus eorumque dissertatio, XVIII secolo, Pavia, Biblioteca Universitaria, Fondo Ticinesi, Ticinesi 715.
- Elementi di diritto criminale, XIX secolo, Pavia, Biblioteca Universitaria, Fondo Ticinesi, Ticinesi 98.